# Kingdom Hearts HD 1.5 Remix
Kingdom Hearts HD 1.5 Remix (キングダム ハーツ HD 1.5 リミックス?, Kingudamu Hātsu HD 1.5 Rimikkusu), reso graficamente come Kingdom Hearts HD I.5 ReMIX, è una raccolta di videogiochi sviluppata da Square Enix. È stata distribuita per PlayStation 3 in Giappone il 14 marzo 2013. Nello stesso anno è stata pubblicata anche in Australia il 12 settembre, in Europa il 13 settembre e negli USA il 10 settembre.
Si tratta di una raccolta parziale della saga Kingdom Hearts, rimasterizzata in HD in occasione del decimo anniversario della serie. Il gioco include Kingdom Hearts Final Mix, Kingdom Hearts Re:Chain of Memories e una serie di scene cinematografiche tratte da Kingdom Hearts 358/2 Days rimasterizzate anch'esse in alta definizione.
HD 1.5 ReMIX, assieme alla seconda raccolta, è stato nuovamente aggiornato ed inserito nella raccolta Kingdom Hearts HD 1.5 + 2.5 Remix, uscita nel marzo 2017 per il quindicesimo anniversario della saga per PlayStation 4. Successivamente è stata pubblicata solo in digitale insieme a HD 2.8 Final Chapter Prologue per Xbox One il 18 febbraio 2020.

## Trama

### Kingdom Hearts Final Mix
Kingdom Hearts segue le avventure di Sora, un adolescente allegro che combatte contro le forze dell'oscurità. È affiancato da Paperino, Pippo e altri personaggi Disney che lo aiutano nel suo viaggio.
In Kingdom Hearts e Kingdom Hearts Final Mix, il menù dei comandi era composto dei tre slot Attacco, Magia, Oggetti più un quarto slot variabile in base al contesto: nella raccolta è stato aggiornato per includere le evocazioni al posto dello slot libero, anziché trovasi tra quelli disponibili dal comando Magia ed il ruolo dei comandi che apparivano nel quarto libero è stato sostituito dai comandi di reazione, introdotti in Kingdom Hearts II. La telecamera inoltre, che originariamente venica spostata mediante i due grilletti dorsali R2 ed L2, è controllabile mediante la levetta analogica destra come in Kingdom Hearts II, con il tasto R3 utile a riposizionarla alle spalle di Sora Nel complesso, il gameplay di Kingdom Hearts Final Mix è stato modificato in modo da renderlo più simile a Kingdom Hearts II e Re:Chain of Memories, per creare uno stile di gioco più coerente in tutta la serie.
È stato pubblicato per la prima volta in Nord America, Europa e Australia come parte della raccolta.

## Sviluppo
Già nell'agosto del 2011, Nomura espresse il desiderio di pubblicare una nuova versione in alta definizione del videogioco anche se doveva ancora confermare tali piani. L'idea però di una rimasterizzazione in HD era stata presa in considerazione anche prima di quella di Final Fantasy X, e che occupò la grande parte del tempo di due programmatori della Square che si dedicarono ad essa per più di un anno.
Nel settembre del 2012, Square Enix annuncia la raccolta per la PlayStation 3 rivelando che avrebbe incluso Kingdom Hearts Final Mix (inedito al di fuori del Giappone) e Kingdom Hearts Re:Chain of Memories rimasterizzati in alta definizione e con il supporto dei trofei. È stato rivelato che i modelli dei personaggi di Kingdom Hearts 3D: Dream Drop Distance come quelli di Sora, Riku e Ansem sono stati riutilizzati nella raccolta come base per i personaggi del videogioco. Le scene di Kingdom Hearts Final Mix, che erano doppiate solo in inglese, sarebbero state ridoppiate anche in giapponese nella versione per il mercato nipponico mentre le scene originariamente inserite solo in Final Mix sarebbero rimaste mute come nell'originale in entrambe le versioni. Ogni filmato di Kingdom Hearts 358/2 Days è accessibile dalla modalità Teatro.
Il primo trailer della raccolta è stato pubblicato al Tokyo Game Show 2012, un secondo trailer è stato mostrato al Jump Festa dello stesso anno.
In origine, anche 358/2 Days avrebbe dovuto essere completamente rimasterizzato ma, a causa del gran ritardo che ciò avrebbe causato, solo i filmati furono inseriti assieme a dei riassunti che li avrebbero legati.
Grazie ad un articolo su Famitsu viene rivelato che la colonna sonora dei tre giochi venne completamente riarrangiata e registrata in studio con un'orchestra dal vivo. A giugno 2013, Nomura rivela in un'intervista che molto del materiale di Kingdom Hearts era andato perduto e che dovettero lavorare con i pochi contenuti recuperati, rendendo tutto molto più complicato per finire la raccolta e raccattando materiale dal gioco effettivo.
Nel terzo trimestre del 2013 è stato ufficialmente annunciato che la data d'uscita ufficiale per gli Stati Uniti sarebbe stata il 10 settembre, per Australia e Nuova Zelanda il 12 settembre e per i territori PAL il 13 settembre.

## Pubblicazione
Kingdom Hearts HD 1.5 Remix è stato pubblicato in Giappone il 14 marzo 2013,  in Nord America il 10 settembre 2013, in Australia il 12 settembre 2013 e in Europa il 13 settembre 2013. I preordini per il gioco in Nord America, Australia e in l'Europa includevano un libro con i concept artwork del gioco e un tema dinamico per PlayStation 3. Square Enix ha anche pubblicato la collezione complessiva in Giappone con Kingdom Hearts HD 2.5 Remix intitolata Kingdom Hearts Collector’s Pack: HD 1.5 + 2.5 Remix. Il Collector's pack contiene entrambe le collezioni, un codice per ottenere un set per l'anniversario di Kingdom Hearts χ, musica e un opuscolo con illustrazioni della serie.
Nell'ottobre 2016, Square Enix ha annunciato una raccolta su disco singolo di Kingdom Hearts HD 1.5 Remix e Kingdom Hearts HD 2.5 Remix per PlayStation 4, poi pubblicata il 9 marzo 2017 in Giappone, il 28 marzo 2017 in Nord America e il 31 marzo 2017 in Europa. Una serie di contenuti scaricabili gratuitamente per la versione PS4 pubblicata a giugno 2017 ha aggiunto una modalità Teatro per Kingdom Hearts Final Mix e un filmato aggiuntivo per 358/2 Days. Un pacchetto aggiuntivo, Kingdom Hearts: The Story So Far, include le raccolte Kingdom Hearts HD 1.5 + 2.5 Remix per PlayStation 4 e Kingdom Hearts HD 2.8 Final Chapter Prologue, ed è stato pubblicato per PlayStation 4 in Nord America il 30 ottobre 2018 ed in Europa il 31 marzo 2019.

## Accoglienza
| Testata                         | Giudizio |
| ------------------------------- | -------- |
| Metacritic (media al 27-3-2021) | 77/100   |
| Electronic Gaming Monthly       | 8/10     |
| Game Informer                   | 8,25/10  |
| GameSpot                        | 7/10     |
| GameTrailers                    | 7,5/10   |
| IGN                             | 8,5/10   |

Kingdom Hearts HD 1.5 Remix è stato accolto generalmente in modo positivo. Il sito web di recensioni aggregate Metacritic ha dato al gioco un 77/100.
All'uscita, Kotaku ha dato una valutazione generalmente positiva, elogiando la grafica rifatta, il gameplay ottimizzato e il contenuto espanso, seppur facendo notare che l'età del gioco si senta. Game Informer ha dato alla raccolta un 8,25 su 10, affermando "Il nucleo di questa raccolta è l'eccellente gioco originale, ed è qui che dovrebbe essere la tua attenzione. Le altre due umili offerte sono caratteristiche bonus inessenziali". Joystiq ha fornito una recensione positiva e senza punteggio, affermando che la raccolta "cattura quell'era primitiva del franchise nella sua più pura semplicità. È un viaggio nei ricordi per i fan di lunga data, mentre la revisione visiva e la storia del ritorno agli inizi dovrebbero renderla un punto di ingresso accogliente per i nuovi arrivati". GameSpot ha assegnato al remake in HD un 7 su 10, dicendo: "Kingdom Hearts HD 1.5 Remix presenta un paio dei primi giochi dell'amata serie nella loro migliore luce e ne fa un'esperienza cinematografica rivelatrice. Le tre esperienze si completano l'un l'altra con elementi unici e un contesto di benvenuto che è un piacere sia per i fan di lunga data che per i nuovi arrivati."
Dando al gioco un 7,5 su 10, GameTrailers ha ritenuto che, "Sebbene Kingdom Hearts HD 1.5 Remix sia certamente all'altezza della parte HD del suo nome, la collezione non è priva di difetti. L'inclusione del gioco originale con tutte le nuove revisioni e l'aggiunta del contenuto di Final Mix è un investimento degno di per sé e l'inclusione di Chain of Memories è un bel gesto. Il sistema di battaglia basato su carte potrebbe essere scoraggiante, ma è un esperimento unico che devia dalla norma della serie . Tuttavia, nonostante la grafica revisionata e il nuovo doppiaggio, è difficile scusare la riduzione di 358/2 Days a un film piuttosto che a un gioco vero e proprio". IGN ha ritenuto che la raccolta fosse "un modo eccellente per rigiocare i primi due giochi della serie in uno splendore nitido e ad alta definizione", ma ha trovato deludente il fatto che la box art non indichi correttamente 358/2 Days come gioco non giocabile.  Hanno assegnato alla raccolta un 8,5 su 10. Electronic Gaming Monthly ha assegnato un 8 su 10, affermando che la raccolta "porta un classico per PS2 nell'era moderna con un aggiornamento visivo notevolmente impressionante, controlli della telecamera migliorati e, per un maggiore divertimento, contenuti di Kingdom Hearts secondari e terziari in un unico disco".

## Raccolte aggiuntive

### HD 2.5 Remix
Nell'ottobre 2012, il direttore Tetsuya Nomura suggerì che una versione HD di Kingdom Hearts II sarebbe stata probabilmente realizzata per un'altra raccolta, dicendo che "sarebbe insolito se non ce ne fosse" un'altra. Nei titoli di coda di HD 1.5 Remix, sono stati mostrati clip di Kingdom Hearts II Final Mix, Kingdom Hearts Birth by Sleep Final Mix e Kingdom Hearts Re:Coded, suggerendo una seconda raccolta. Il 14 ottobre 2013, Square Enix ha annunciato Kingdom Hearts HD 2.5 Remix, con la raccolta che include i giochi precedentemente menzionati in alta definizione. Tuttavia, Re:coded appare come filmati HD, simile a 358/2 Days in HD 1.5 Remix. La raccolta è stata pubblicata esclusivamente per PlayStation 3 in Giappone il 2 ottobre 2014, in Nord America il 2 dicembre 2014, in Australia il 4 dicembre 2014  e in Europa il 5 dicembre 2014.

### HD 2.8 Final Chapter Prologue
Nei titoli di coda di HD 2.5 Remix, sono state mostrate clip provendienti da Kingdom Hearts 3D: Dream Drop Distance oltre all'inclusione di un finale segreto relativo al gioco, suggerendo una possibile raccolta aggiuntiva.  Nel settembre 2015, Square Enix ha annunciato Kingdom Hearts HD 2.8 Final Chapter Prologue. La collezione include una rimasterizzazione in HD di Dream Drop Distance e Kingdom Hearts χ Back Cover, una rivisitazione cinematografica di Kingdom Hearts χ che rivela nuove parti della storia della serie in filmati HD, e Kingdom Hearts 0.2: Birth by Sleep - A Fragmentary Passage, un nuovo gioco ambientato dopo gli eventi dell'originale Birth by Sleep, raccontato dalla prospettiva di Aqua. È uscito il 12 gennaio 2017 in Giappone e il 24 gennaio 2017 negli altri paesi.